# São Paulo (1909)
El São Paulo va ser un cuirassat tipus dreadnought de la Marina del Brasil. Dissenyat per Armstrong Whitworth, va ser construït en el Regne Unit i era la segona unitat de la classe Mines Geraes. Va rebre el seu nom en honor de l'estat i la ciutat de São Paulo.
El cuirassat va ser amarat el 19 d'abril de 1909 i va entrar en servei el 12 de juliol de 1910. Molt poc després es va veure embolicat en la Revolta de Chibata (Revolta del fuet, en català), en la qual les tripulacions de quatre vaixells de guerra brasilers es van amotinar en resposta als baixos salaris i les dures condicions laborals. Durant la Primera Guerra Mundial el govern brasiler li va oferir a la Marina Real Britànica enviar els dos vaixells classe Minas Geares (el São Paulo i el Minas Geares). per operar al costat de la seva Gran Flota, però els britànics van declinar l'oferiment perquè tots dos cuirassats s'havien quedat antiquats, estaven mal mantinguts i no disposaven de la més recent tecnologia de control de tir. Al juny de 1918, Brasil va enviar el São Paulo als Estats Units per modernitzar-ho completament, però els treballs no van acabar fins al 7 de gener de 1920, molt després de la fi del conflicte mundial. El 6 de juliol de 1922 el São Paulo va disparar els seus canons en una acció ofensiva per primera vegada durant la resposta governamental a la Revolució del Fort de Copacabana, la primera de les revoltes tenentistas. Dos anys després un nou grup d'amotinats van prendre el control del vaixell i van navegar fins a Montevideo, Uruguai, on van aconseguir asil.
En els anys 1930 el São Paulo va ser reformat a causa del seu deteriorat estat (solament podia aconseguir una velocitat de deu nusos, 19 km/h, que era menys de la meitat de la seva velocitat original). Durant la resta de la seva carrera el vaixell va quedar relegat a tasques de defensa costanera. Quan Brasil va entrar en la Segona Guerra Mundial el cuirassat va navegar fins al port de Recife i allí va romandre per defensar-ho durant la resta de la contesa. Donat de baixa en 1947, va romandre com a vaixell escola fins a 1951, quan es va decidir que fos remolcat al Regne Unit per ser desballestat. No obstant això, els cables del remolcador es van trencar durant una tempesta el 6 de novembre d'aquest any i el São Paulo es va enfonsar en l'oceà Atlàntic, a uns 280 km al nord de les illes Açores.

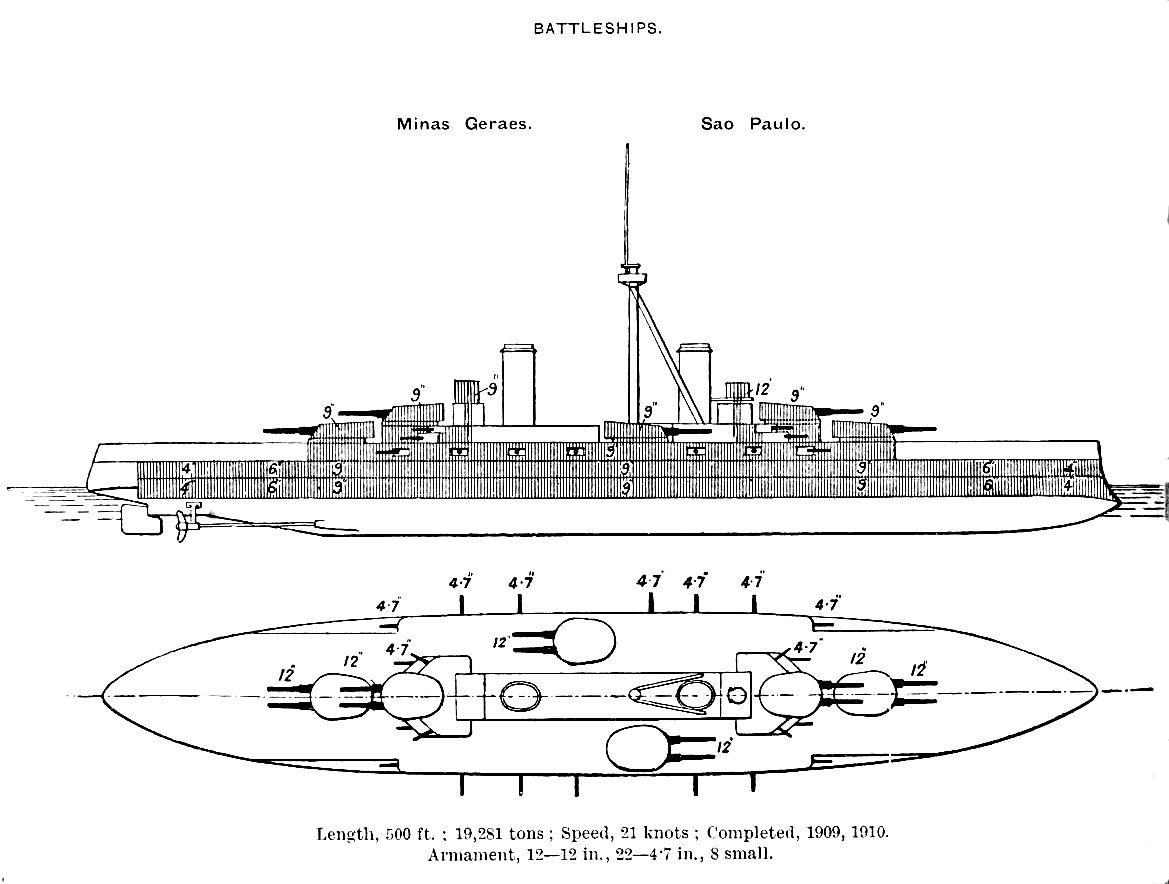
Disseny del cuirassat classe Mines Geraes.

A la fi de la dècada del 1880, l'equipament de l'Armada de Brasil era obsolet, situació propiciada per la revolució de 1889 que va deposar Pere II del Brasil i la guerra civil de 1893. Malgrat tenir gairebé el triple de població que Argentina i gairebé cinc vegades més que Xile, en aquesta època l'Armada brasilera estava més endarrerida que les armades xilena i argentina tant en qualitat com en tonatge total.
Al començament del segle xx, Brasil es va veure beneficiat en gran manera per la gran demanda de cafè i cautxú, la qual cosa li va portar prosperitat a la seva economia. El govern de Brasil va utilitzar una part d'aquests ingressos addicionals per finançar en 1904 un programa de construcció naval, que incloïa un sens fi de naus incloent tres vaixells de guerra. El ministre de l'Armada, almirall Julio Cessar de Norohna va signar un contracte amb la signatura Armstrong Whitworth per a la construcció de tres cuirassats el 29 de juliol de 1906. El nou disseny dels cuirassats "dreadnought", va tornar a la flota brasilera existent i tots els altres vaixells de càrrega obsolets. La suma de diners autoritzats per a l'expansió naval va ser reassignat pel nou ministre de la Marina, contraalmirall Alexandrino Fario de Alencar, a la construcció de dos cuirassats, amb plans per a un tercer cuirassat una vegada completat el primer, dos creuers scouts (que es van convertir a la classe Bahia), deu destructors (la classe Pará), i tres submarins. Els tres vaixells de guerra en el qual la construcció amb prou feines havia començat van ser rebutjats a partir del 7 de gener de 1907, i el disseny dels nous cuirassats va ser aprovat pels brasilers el 20 de febrer de 1907. A Amèrica del Sud, les naus van ser la sensació i van encendre una carrera armamentista naval entre Brasil, Argentina i Xile. El tractat de 1902 entre els dos últims va ser cancel·lat a causa dels "dreadnought" brasilers, per tant eren lliures de construir els seus propis cuirassats.
La nau principal Minas Geraes va ser lliurada pel fabricant el 17 d'abril de 1907, mentre que la São Paulo va ser lliurada tretze dies després Vickers. La notícia va commocionar als veïns de Brasil, especialment Argentina, el ministre dels quals de relacions exteriors va comentar que tant el Minas Geraes o el São Paulo tènia la capacitat de destruir el total de la flota argentina i xilena. A més, per a Brasil significava que havien adquirit un cuirassat abans que molts dels altres poders marítims importants, com Alemanya, França o Rússia, i les dues naus de Brasil, ho col·locaven al tercer país a tenir cuirassats en construcció, per darrere del Regne Unit i els Estats Units. Els periòdics i revistes de tot el món, sobretot a Gran Bretanya i Alemanya, van especular que Brasil estava actuant com un apoderat per a una potència naval que prendria possessió dels dos cuirassats poc després de la finalització, ja que no creien que un poder geopolític prèviament insignificant contractaria aquests vaixells de guerra de gran abast. Malgrat això, els Estats Units van tractar activament a la cort de Brasil com un aliat; les revistes navals nord-americanes van començar a utilitzar termes com "panamericanisme" i "cooperació hemisfèrica"